# 18e régiment de dragons
Das 18e régiment de dragons war ein Panzerregiment des französischen Heeres. Aufgestellt 1744 als Régiment du Roi dragons im Königreich Frankreich während des Österreichischen Erbfolgekrieges, stand es im Dienst bis zur Auflösung 1979.

## Aufstellung und Namensänderungen
Das Régiment du Roi dragons war das jüngste der französischen Dragonerregimenter. Mit Anordnung vom 24. Januar 1744 wurde am 1. März mit je einer Escadron aus den anderen 15 Dragonerregimentern mit der Aufstellung begonnen. Diese war am 4. April abgeschlossen.
- 1. März 1744: Beginn der Aufstellung des Régiment du Roi dragons
- 4. April 1744: Aufstellung mit Personal anderer Dragonerregimenter abgeschlossen
- 1776: Mit Befehl vom 25. März wurde die 4. Escadron der Chasseurs de la Légion royale als 5. Escadron (Escadron de chasseurs à cheval – Escadron der Jäger zu Pferde) in das Regiment eingegliedert.
- 1. Januar 1791: Umbenennung in 18e régiment de dragons
- 1. August 1814: nach der Restauration Umbenennung in 13e régiment de dragons
- 1815: während der Herrschaft der Hundert Tage Umbenennung in 18e régiment de dragons
- 1815: Auflösung
- 1830: Wiederaufstellung als Lanciers d’Orléans
- 1848: Umbenennung in 6e régiment de Lanciers
- 1871: Umbenennung in 18e régiment de dragons
- August 1916: Auflösung des Regimentsverbandes. Zwei Escadrons wurden der 55. Infanteriedivision und zwei Escadrons der 68. Infanteriedivision zugeteilt.
- 7. März 1919: in Rüdesheim wieder zusammengelegt
- 1930: Umwandlung in ein mechanisiertes Regiment
- 1936: Ausrüstung mit Panzern Somua und Hotchkiss H-35
- 1940: Umwandlung in 18e régiment de dragons portés (verstärktes Regiment)
- 1940: Auflösung
- 1944: Neuaufstellung des 18e régiment de dragons
- 1945: Auflösung
- 1954: Neuaufstellung des 18e régiment de dragons
- 1964: Auflösung. Anschließend Umbenennung des 9e régiment de hussards in 18e régiment de dragons.
- 1979: Auflösung

## Ausstattung

### Standarte

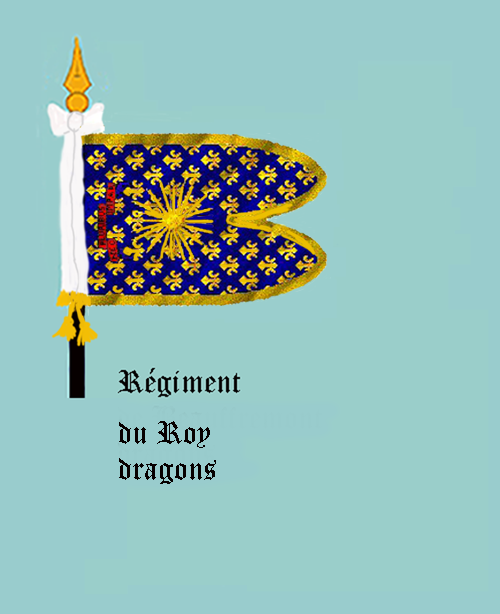

Beide Seiten aus blauer Seite waren mit goldenen Lilien bestickt. Darübergelegt war die königliche Sonne, darüber ein rotes Band mit der Devise von König Ludwig XIV.: NEC PLURIBUS IMPAR.

### Uniformen

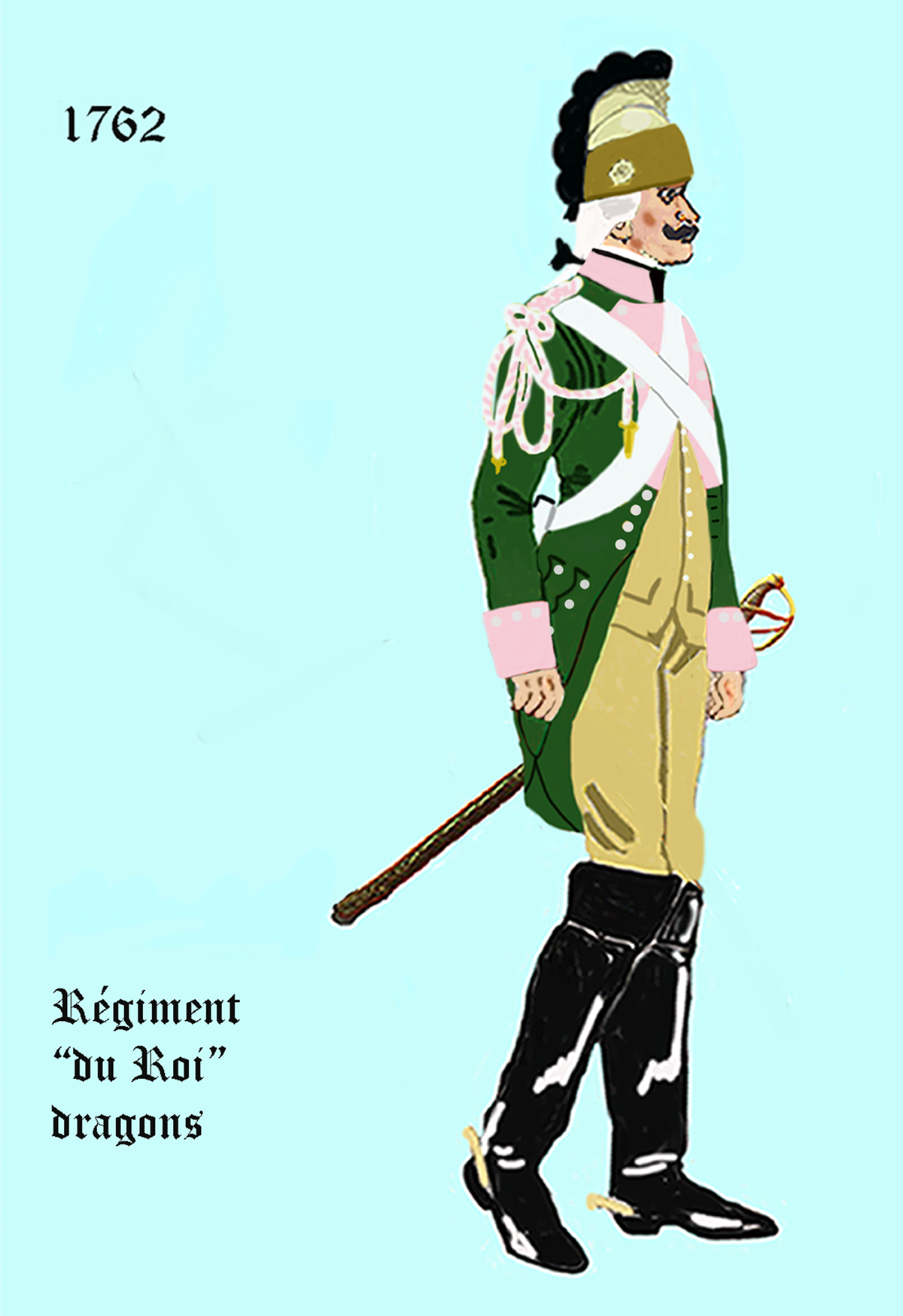
Régiment du Roi dragons 1762 bis 1763
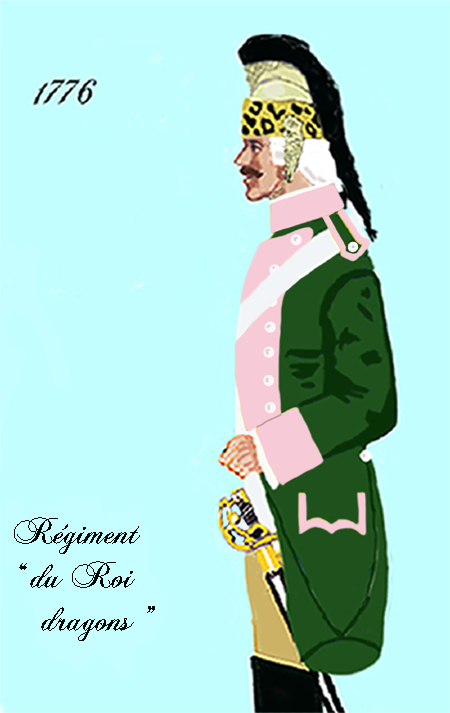
Régiment du Roi dragons 1776 bis 1779
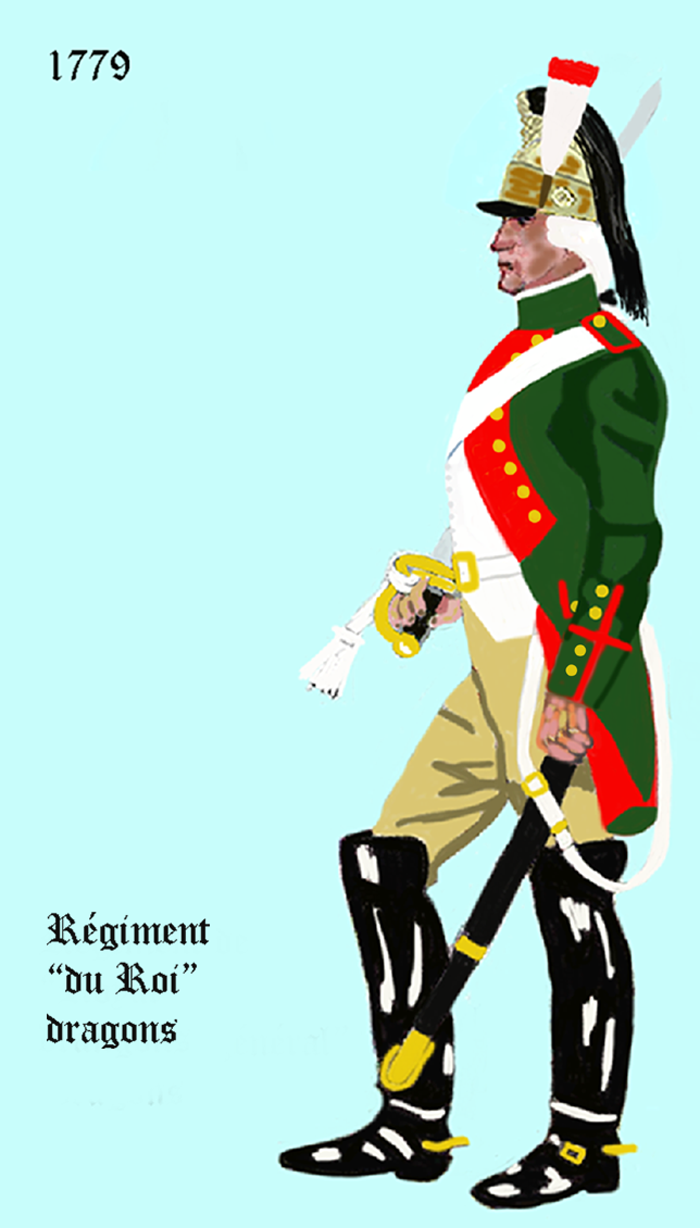
Régiment du Roi dragons 1779 bis 1786
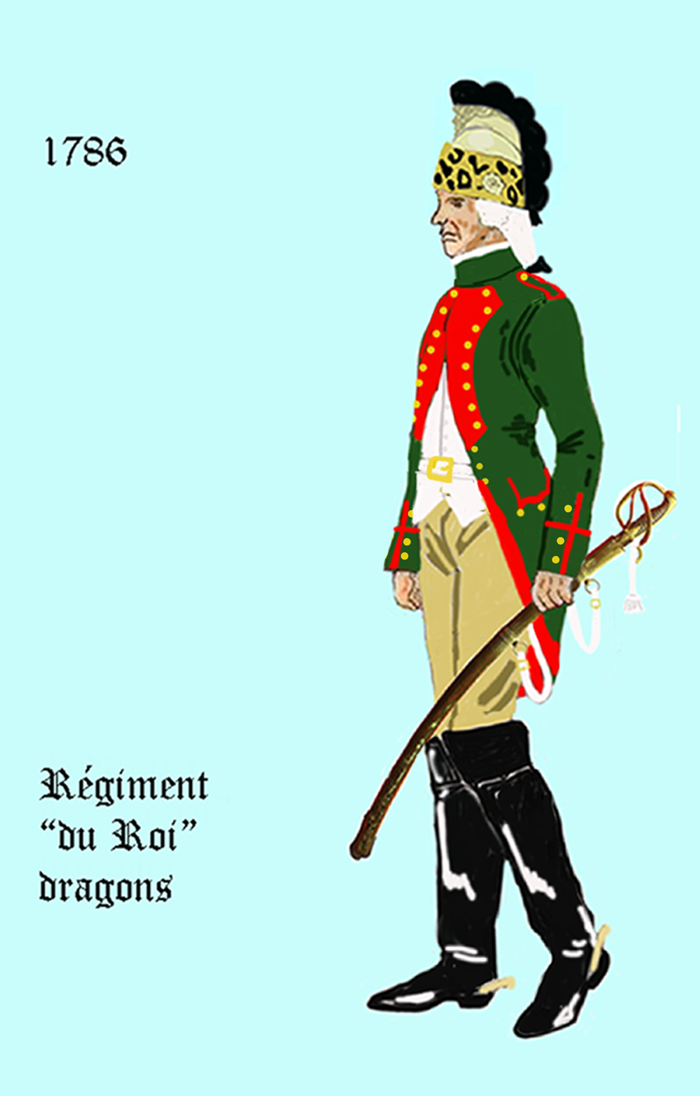
Régiment du Roi dragons 1786 bis 1791
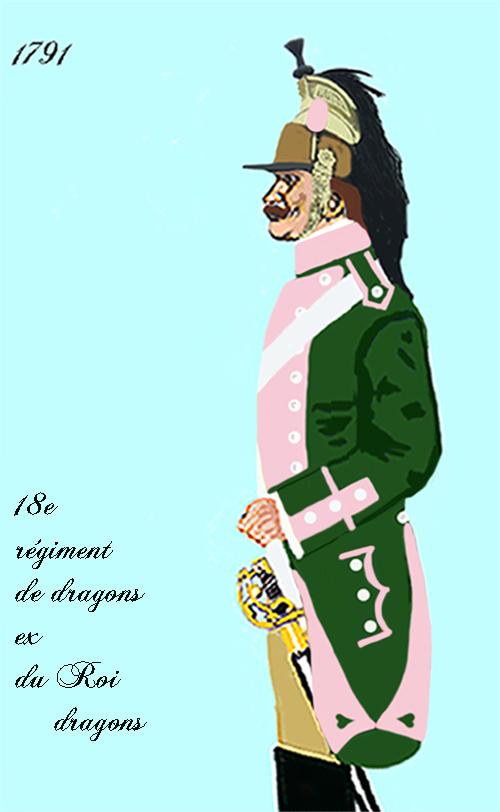
18e régiment de dragons nach 1791

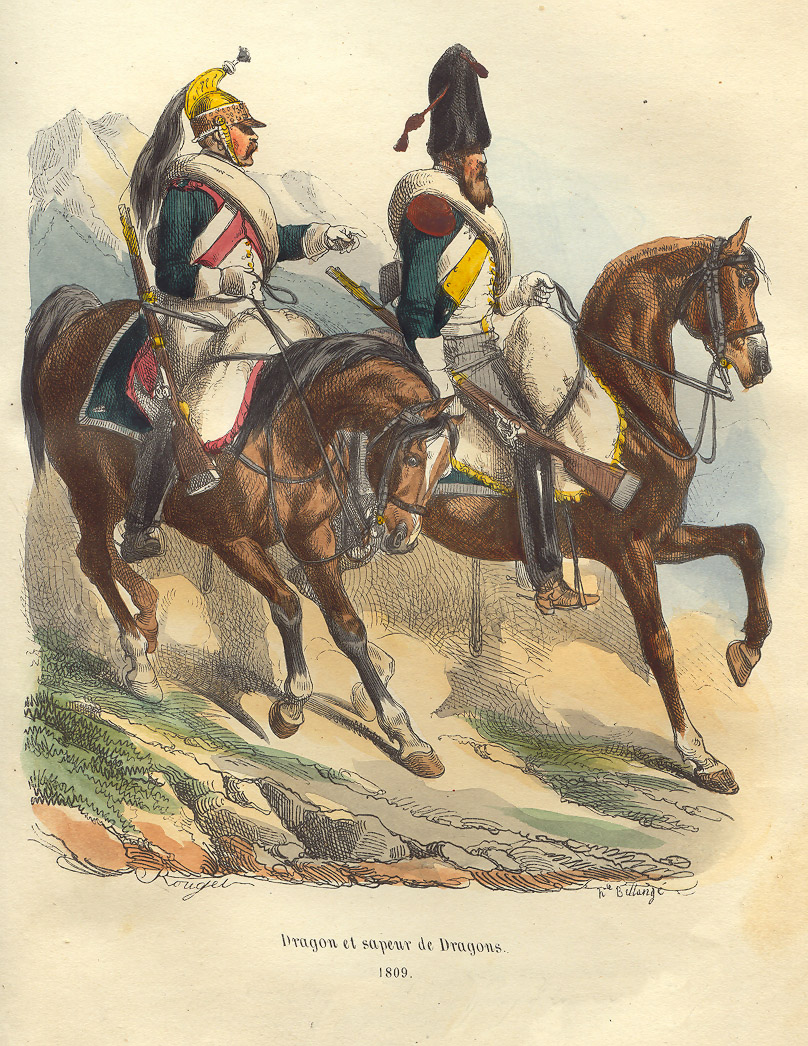
Dragoner und Sapeur de dragons der Grande Armée, von Hippolyte Bellangé aus Histoire de Napoléon von Paul-Mathieu Laurent de l’Ardèche, 1843

## Regimentskommandanten
Mestre de camp war die Rangbezeichnung für den Regimentsinhaber und/oder den tatsächlichen Kommandeur. Sollte es sich bei dem Mestre de camp um eine Person des Hochadels handeln, die an der Führung des Regiments kein Interesse hatte (wie z. B. der König oder die Königin), so wurde das Kommando dem Mestre de camp-lieutenant (oder Mestre de camp en second) überlassen. Die Bezeichnung „Colonel“ wurde von 1791 bis 1793 und ab 1803 geführt, von 1793 bis 1803 verwendete man die Bezeichnung Chef de brigade. Ab 1791 gab es keine Regimentsinhaber mehr.
- 1. März 1744: Marquis de Creil
- 1745: Marquis d’Ormenans
- 9. August 1748: Alexandre Antoine de Montbelliard, comte de Scey
- 20. Februar 1761: Charles-Marie de Sault, marquis de Crequi
- 3. März 1779: Marie-Joseph-Paul-Yves-Roch-Gilbert du Motier, marquis de La Fayette
- 27. Januar 1782: Louis Marie, vicomte de Noailles
- 10. März 1788: Antoine François de Gramont, comte d’Aster
- 21. Oktober 1791: Henri Courtais de Moreaux
- 2. Januar 1793: Colonel Gaspard Hilarion Fornier d’Albe
- 15. Juni 1793: Chef de brigade Jean-Baptiste Robert
- 27. September 1793: Chef de brigade Denis Brochier
- 10. März 1795: Chef de brigade Nicolas Berthot
- 25. Juni 1796: Chef de brigade Joseph Thomas Ledée
- 1797: Chef de brigade Joseph Thomas Ledée
- 1798: Chef de brigade Louis-Nicolas Davout
- 30. Dezember 1802: Chef de brigade Charles Lefebvre-Desnouettes
- 1804–1805: Colonel Charles Lefebvre-Desnouettes
- 1805–1807: Colonel Laplanche
- 20. September 1806: Colonel Justin de La Fitte
- 30. Juli 1811: Colonel François Alexandre Thévenez d’Aoust
- 11. Oktober 1812: Colonel Benoît François, baron Dard
- 29. Mai 1815: Colonel Charles Adam

…
- 1902: Colonel Gauthier
- 1907: Colonel de Bremond d’Ars
- 1914: Colonel Éon, Unfalltod am 4. August 1914
- 1916: Colonel Évain
- 1940: Lieutenant-colonel Pinon
- 1954: Lieutenant-colonel de Lesperda
- 1955: Lieutenant-colonel Jouitou
- 1966: Colonel de Lencquesaing
- 1971: Lieutenant-colonel de Lauzières
- 1972: Lieutenant-colonel Yvenat
- 1978: Lieutenant-colonel Petit

## Gefechtskalender

### Österreichischer Erbfolgekrieg
- 1744: Den ersten Einsatz hatte das Regiment gleich nach der Indienststellung, als es am Gefecht bei Zabern teilnahm. Es folgten Kämpfe beim Angriff auf die Verschanzungen bei Suffelsheim und bei der Belagerung von Freiburg im Breisgau. Winterquartiere wurden in Schwaben bezogen.
- 1745: Patrouillentätigkeiten am Rhein
- 1746: Zur Armee nach Flandern verlegt, kämpften die Dragoner bei Mons, bei Charleroi und in der Schlacht bei Roucourt. Im November verlegte die Einheit in die Provence, kämpfte bei der Belagerung von Antibes und bei der Zurückdrängung der kaiserlichen Truppen über den Var.
- 1747: Im Juni marschierte das Regiment in das Feldlager von Valence und wurde dann in der Umgebung von Briançon einquartiert.
- 1748: Garnison in Schlettstadt

### Friedenszeit
- 1748: Garnison in Schlettstadt, 1749 in Sens, 1750 in Metz, 1751 in Salins, 1753 in Verdun, 1754 in Plobsheim, danach im Feldlager von Lyon, dann in Saint-Chamond und Puy, 1756 in Vignan und 1757 in Landau (Pfalz) und Neuss

### Siebenjähriger Krieg
Bei Kriegsbeginn erfolgte die Verlegung zur Armée du Bas-Rhin (Armee am Niederrhein), die die größeren Ortschaften im Herzogtum Geldern und im Herzogtum Jülich besetzte. Es folgten die Besetzungen von Meppen, Weener, Leer (Ostfriesland) und Emden. Im Dezember wurde das Regiment nach Celle zur „Armée du Hanovre“ (Hannoverarmee) kommandiert.
- 1758: Teilnahme an der Schlacht bei Krefeld. Im November zur Armee des Maréchal de Soubise abgestellt. In diesem Jahr erfolgte nur noch eine Erkundung nach Schwarzhausen und die Gefangennahme einer dort einquartierten kleinen Truppe.
- 1759: Teilnahme an der Schlacht bei Minden
- 1760: In diesem Jahr wurde das Regiment im Gefecht bei Korbach und in der Schlacht bei Warburg eingesetzt. Im Gefecht bei Radern konnte es feindliche Kavallerie von den Höhen vertreiben und zog dann zur Belagerung von Ziegenhain. Am 13. September konnte sich die Einheit in einem Gefecht an der Werra auszeichnen, in dem der Graf Bülow geschlagen wurde.
- 1761: Das Régiment du Roi eröffnete den Feldzug des Jahres im Februar mit dem Gefecht bei Kindelbrück.
- 1762: Garnison in Einbeck
- 1763: Nach Kriegsende bezog das Regiment Garnison in Straßburg und wurde dort ab dem 11. April auf den Friedensstand gesetzt.

### Friedenszeit
Es folgte der im Frieden übliche Wechsel der Garnisonen: 1764 nach Alby, 1767 nach Douai, dann nach Valenciennes, 1770 nach Saint-Dizier, 1771 nach Vassy, 1772 nach Besançon, 1773 nach Lille, 1775 nach Guise, Pont-Sainte-Maxence, Verberie und Senlis (Oise), Pontoise und Mantes-la-Jolie, 1776 nach Hesdin und Ardres, 1778 nach Falaise und in das Feldlager von Vausieux und dann nach Saintes, 1779 nach Landernau und nach Angers, 1780 nach Auch, 1782 nach Libourne, 1784 nach Sarreguemines, 1788 nach Alby und Castres, 1789 nach Aix-en-Provence, 1790 nach Alby und Castres und 1791 nach Carcassonne und Narbonne.

### Kriege der Revolution und des Ersten Kaiserreichs
- 1792: Das nunmehrige „18e régiment de dragons“ wurde zur Armée des Alpes (Alpenarmee) abkommandiert.
- 1793–1795: Einsatz mit der „Armée des Pyrénées Occidentales“ (Armee der westlichen Pyrenäen)
- 1796–1798: Abordnung zur Armée d’Italie (Italienarmee). Im Gefecht bei Anghiari am 15. Januar 1797 wurde der Chef de brigade Berthot tödlich verwundet.
- 1798–1800: Abordnung zur Armée d’Orient (Orientarmee), Feldzug in Ägypten,

21. Juli 1798: Schlacht an den Pyramiden
Nach der Rückkehr aus Ägypten bezog das Regiment im Jahre 1800 zunächst Garnison in Chagny und lag von 1804 bis 1805 in Villers-Cotterêts.
- 1805: Feldzug in Deutschland, dem 2. Kavallerie-Reservekorps zugeteilt

Teilnahme an der Schlacht bei Elchingen. Hier war es das erste Regiment, das unter dem Kommando von Charles Lefebvre-Desnouettes die Donaubrücke passierte.
Einsatz in der Schlacht bei Austerlitz und der Schlacht bei Friedland
- 1806: Feldzug in Preußen und Polen, Schlacht bei Jena und Auerstädt im 1. Kavalleriekorps
- 1807: Schlacht bei Eylau im Kavallerie-Reservekorps
- 1808–1813: Napoleonische Kriege auf der Iberischen Halbinsel

8. August 1809: In der Schlacht bei Almonacid nahmen das „18e régiment de dragons“ und das 19e régiment de dragons die Verschanzungen der spanischen Artillerie ein und griffen dann die spanische Infanterie an, die zwischen 7.000 und 8.000 Mann stark war.
- 1812: Russlandfeldzug, Schlacht bei Borodino
- 1813: Feldzug in Deutschland, Völkerschlacht bei Leipzig, Schlacht bei Hanau
- 1814: Feldzug in Frankreich im 5. Kavalleriekorps, Teilnahme an der Schlacht bei Champaubert
- 1815: Feldzug in Belgien mit dem Einsatz in der Schlacht bei Ligny und der Schlacht bei Waterloo im 7. Armeekorps

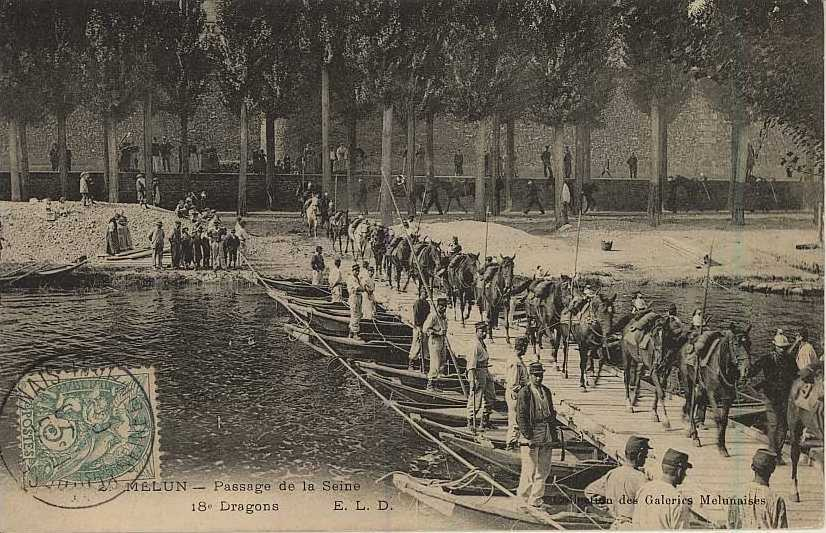
18^{e} dragons in Melun, 1907

### Erster Weltkrieg
- Bei Kriegsbeginn war das Regiment in Lure (Haute-Saône) stationiert. Zugeteilt war es von August 1914 bis Juli 1916 der 8. Dragonerbrigade von Général Gendron (dann Colonel Guéneau de Montbeillard) in der 8. Kavalleriedivision im Kavalleriekorps Conneau.

#### 1914
Einsatz bei der Sicherung von Belfort
Elsass: Kämpfe bei Altkirch und Colmar
Erste Schlacht an der Marne: Kämpfe bei Château-Thierry und Jonchery
Wettlauf zum Meer: Kämpfe im Artois bei Monchy-au-Bois
Winterschlacht in der Champagne: Kämpfe bei Massiges

#### 1915
- Für dieses Jahr liegen keine Angaben vor.

#### 1916
Der Regimentsverband wurde im August aufgelöst. Zwei Escadrons wurden der 55. Infanteriedivision und zwei Escadrons der 68. Infanteriedivision zugeteilt.

#### 1917
- Für dieses Jahr liegen keine Angaben vor.

#### 1918
- Für dieses Jahr liegen keine Angaben vor.

### Zwischenkriegszeit
- 1919: Das Regiment wurde als Besatzungstruppe zunächst in Rüdesheim stationiert und verlegte am Jahresende nach Trier.[6] Von  Januar 1923 bis Juli 1925, d. h. während der Ruhrbesetzung, war das Regiment Teil der französischen Besatzungstruppen im Raum Recklinghausen.
- 1930: Aus der zwischenzeitlichen Garnison Landau  in der Pfalz kehrte das Regiment nach Frankreich zurück und wurde in Reims stationiert. Dort wurde es mechanisiert und mit Automitrailleuses ausgerüstet. Zusammen mit dem 4e régiment de cuirassiers lag es im „Quartier Jeanne d’Arc“. Zugeteilt war es der 1. leichten mechanisierten Division. Zu Beginn des Jahres 1936 wurde die Einheit mit Panzern vom Typ Somua S-35 und Hotchkiss H-35 ausgerüstet.
- 1938: Aus Anlass der Sudetenkrise und der damit verbundenen französischen Teilmobilmachung wurde Reims am 25. September verlassen und in einem Gewaltmarsch innerhalb kürzester Zeit Verdun erreicht. Hier verblieb die Einheit bis zum 7. Oktober.

Erste Kampfpanzer
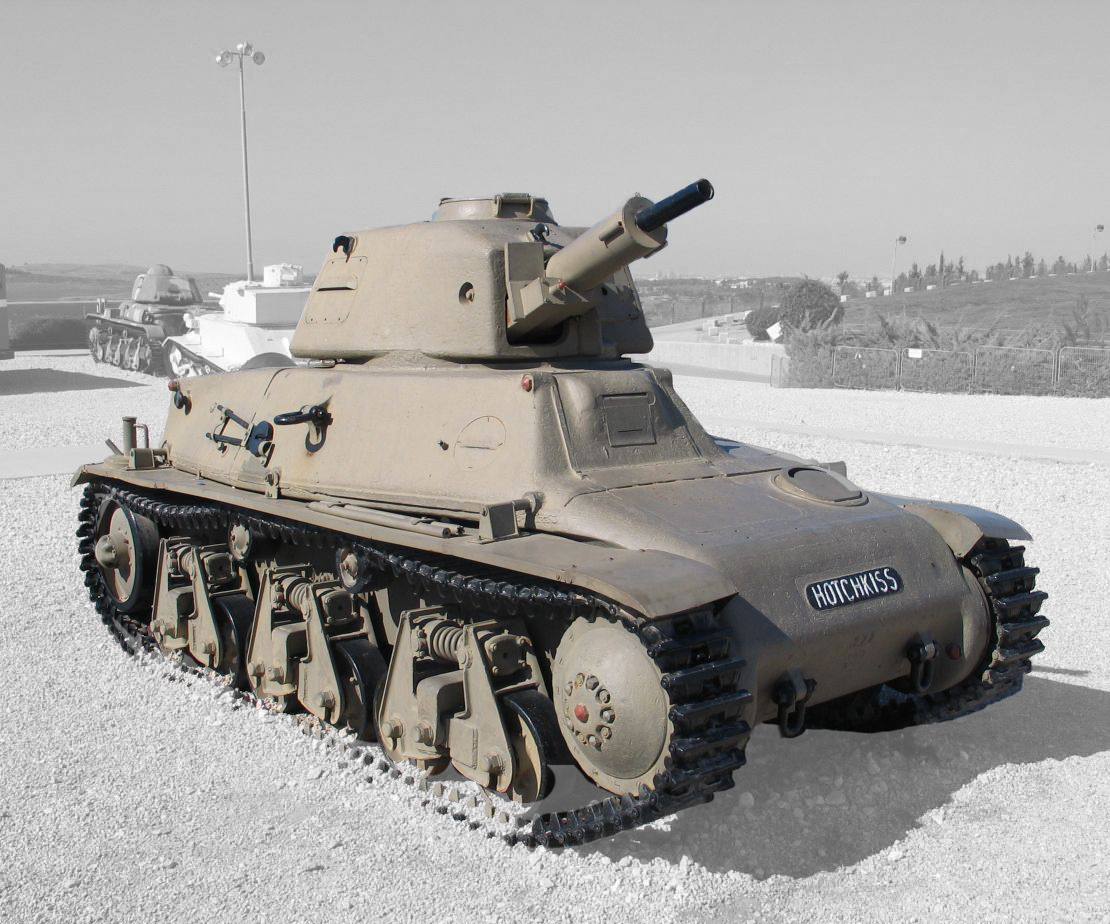
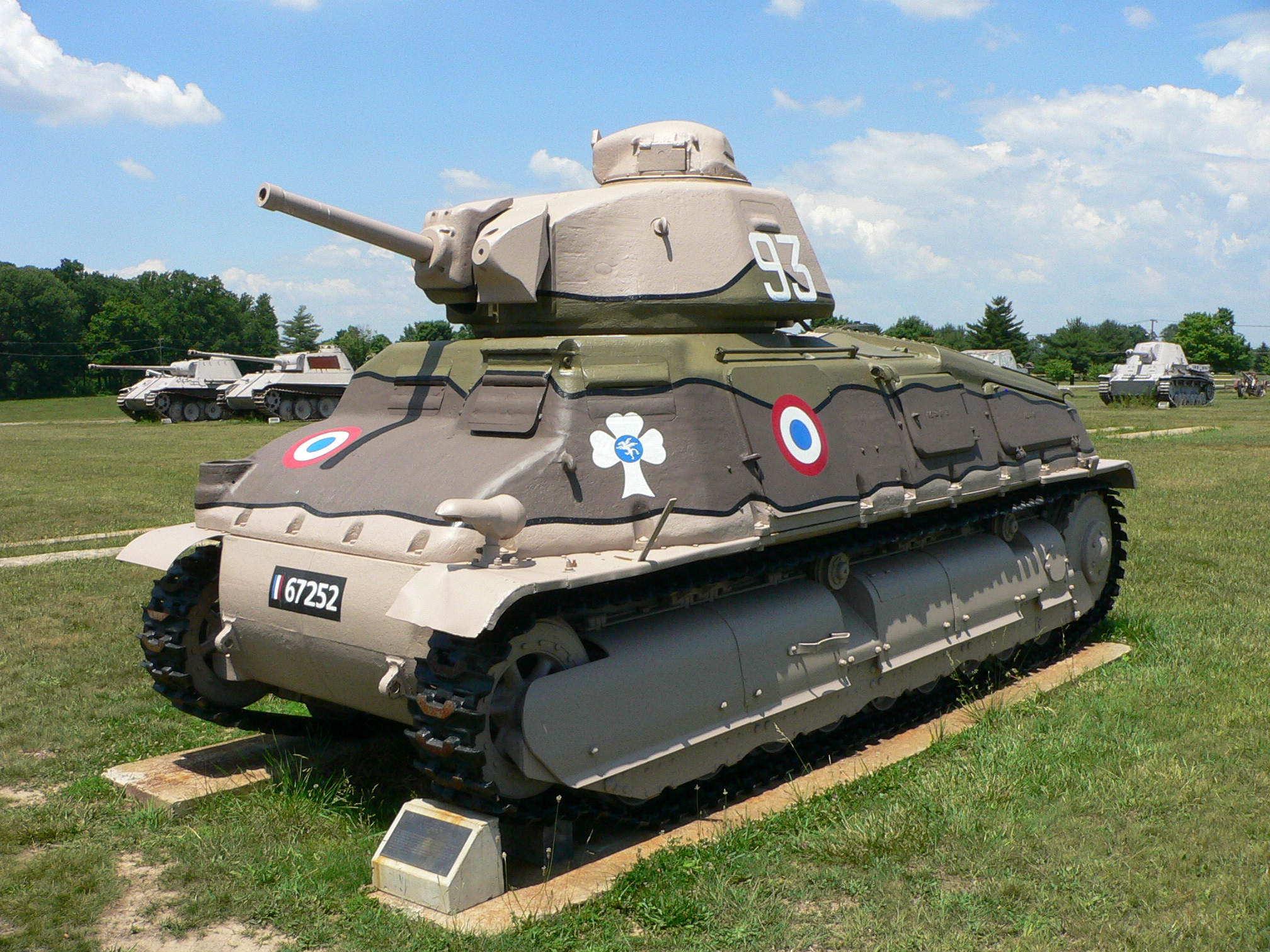

### Zweiter Weltkrieg
- Am 12. September 1939 wurde das Regiment von Mourmelon-le-Petit nach Verdun verlegt.
- 10. Mai 1940: Die 1. leichte mechanisierte Division, der die vier Escadrons mit Somua S-35 des 18e dragons und das 4e régiment de cuirassiers zugeteilt war, marschierte in der 2. Armeegruppe von Général Giraud nach Norden.
- Am 22. Mai folgte ein Angriff von Neuville-Saint-Vaast in Richtung Mont-Saint-Éloi. Nach einer Gefechtspause standen die Einheiten in der Linie von Dyle nach Gembloux, mit dem Stab der „2e D.L.M“ im Wald von Mormal, dem 18e dragons in Quesnoy und dem 4e régiment de cuirassiers in Landrecies. Die letzten Panzer Somua S-35 kämpften erfolgreich bis zum Ende. Dünkirchen bereits vor Augen, zerstörten dann die Besatzungen ihre letzten Panzerfahrzeuge. Danach löste sich das Regiment auf.

### Nachkriegszeit
- 1954: Im Juni wurde die Einheit als Panzerregiment neu aufgestellt und der 11. Infanteriedivision zugeteilt. Ende Juli wurde es nach Tunesien transportiert, der Regimentsstab befand sich in Teboursouk. Hier nahm es bis Oktober an verschiedenen Operationen teil.
- 1957: Verlegung nach Algerien. Hier stand es unter dem Kommando von Colonel Journes, der dann durch Colonel Bouchard ersetzt wurde.
- 1958: Einsatz in den Grenzschlachten im Zuge des Algerienkrieges. Der Regimentsstab wurde nach Duvivier verlegt.
- 1964: Rückkehr nach Frankreich mit Garnison im „Quartier Zurich“ in Reims (zwei Escadrons in Mourmelon-le-Petit).
- 1967: Zusammenlegung in Mourmelon-le-Grand
- Anfang der 1970er Jahre wurde das Regiment mit dem Jagdpanzer AMX-13 ausgerüstet.
- 1973: Als eine der ersten Einheiten erhielt das Regiment den Kampfpanzer AMX-30. Die 1. Escadron von Capitaine Antoine Gouraud erhielt die ersten drei Panzer, die auf die Namen Antibes, Angoulême, Annecy Agen getauft wurden. Sie bildeten den 4. Peloton von Aspirant Pierre Gatti.

## Standarten und Fahnen seit der Revolution
Auf der Rückseite der Regimentsfahne sind (seit Napoleonischer Zeit) in goldenen Lettern die Feldzüge und Schlachten aufgeführt, an denen das Regiment ruhmvoll teilgenommen hat.

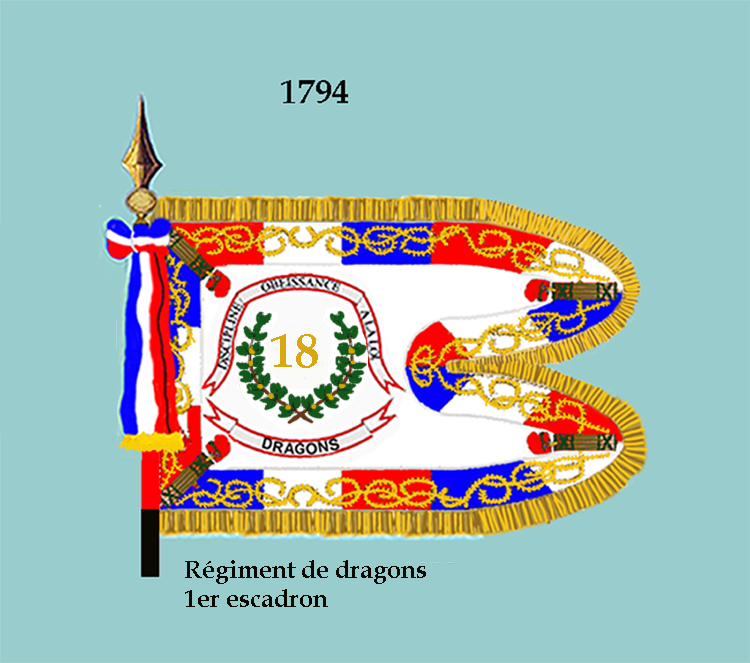
1. Escadron 1794
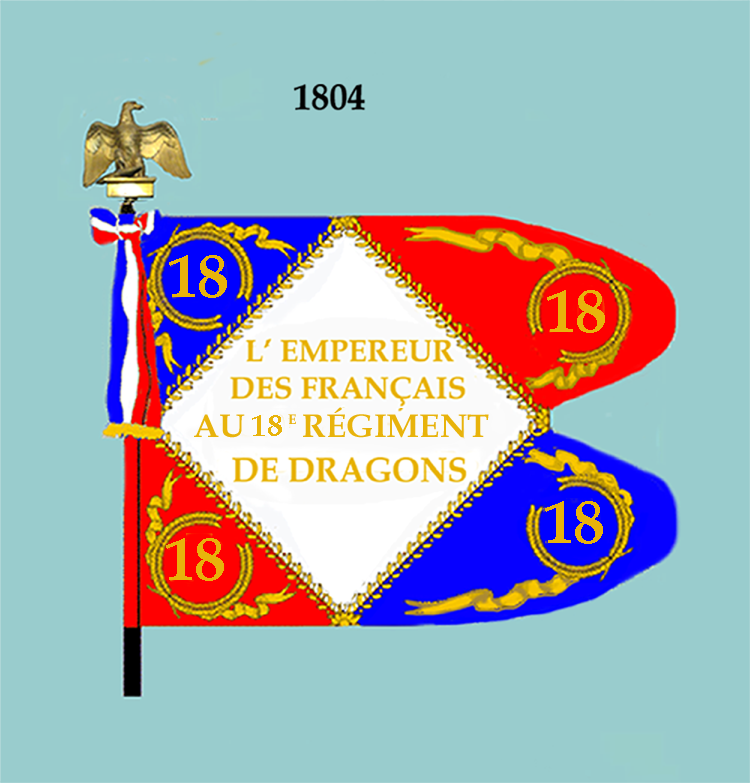
1. Escadron 1804
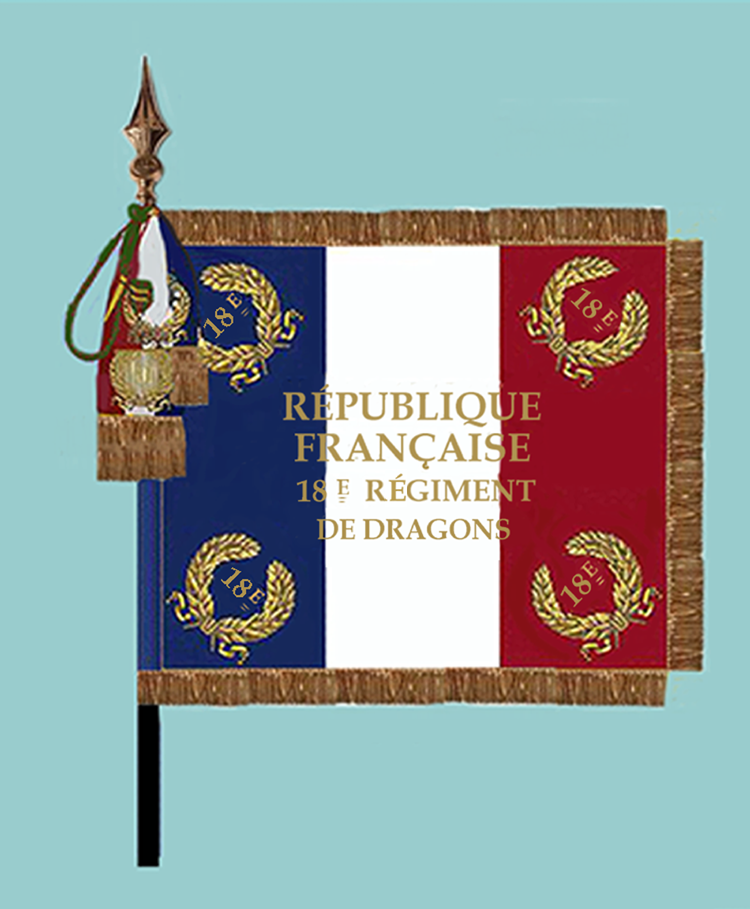
Zuletzt geführte Fahne (Vorderseite)
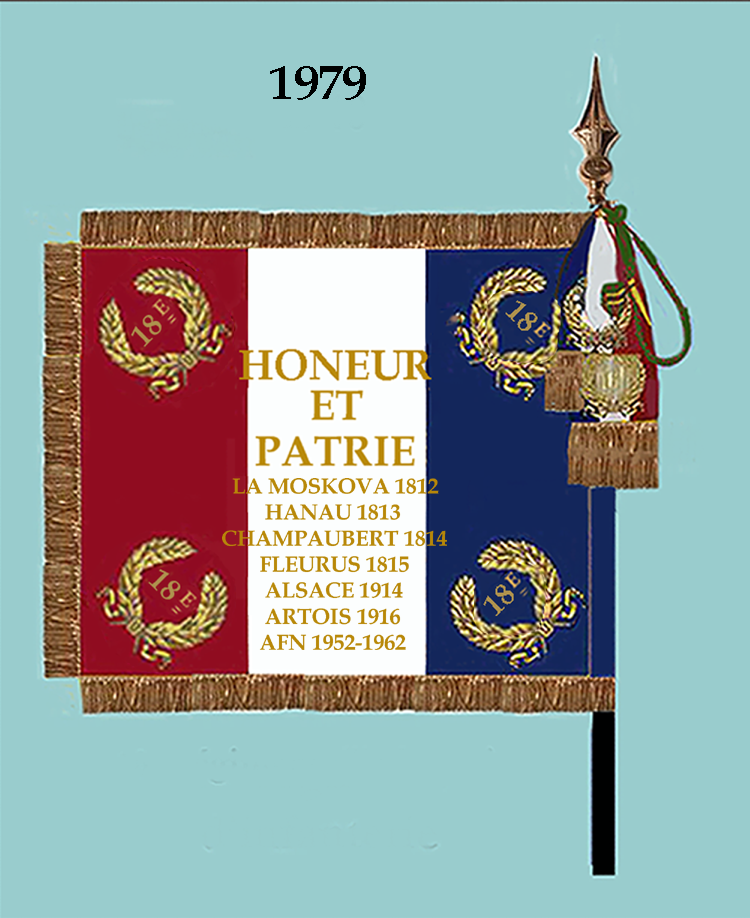
Zuletzt geführte Fahne (Rückseite)

## Auszeichnungen
Das Fahnenband ist mit dem Croix de guerre 1914–1918 mit einem Palmenzweig und mit dem Croix de guerre 1939-1945 mit einem Palmenzweig dekoriert.

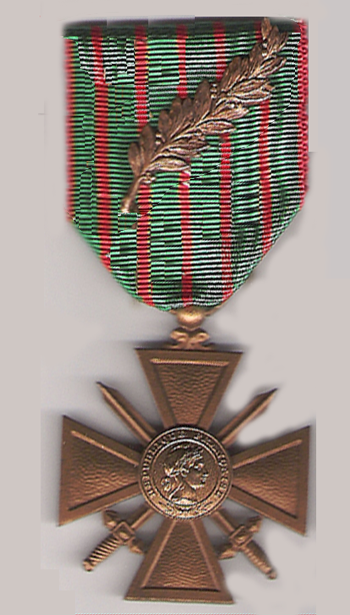
1914–1918
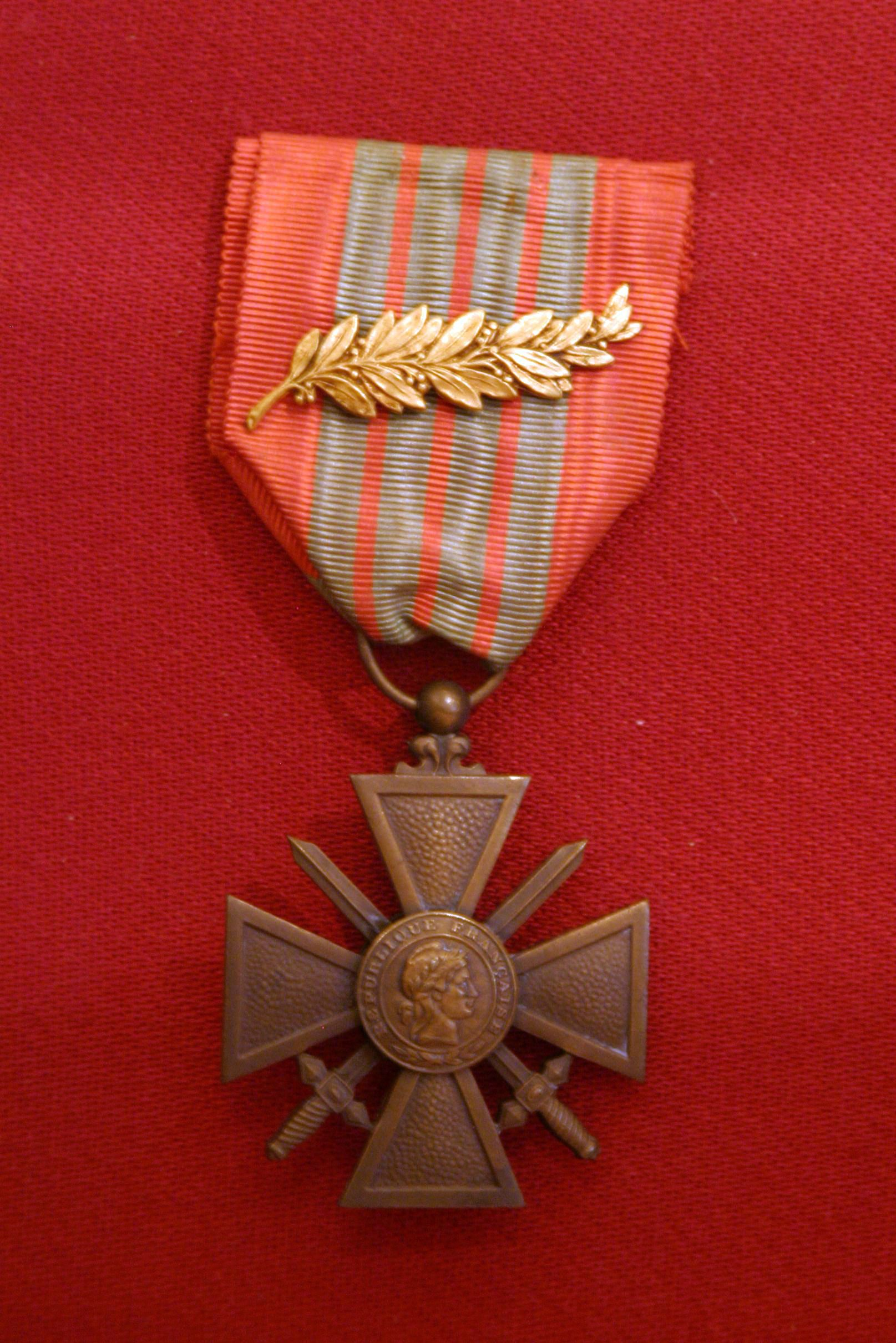
1939–1945